# Kapela
Kapela es un municipio de Croacia en el condado de Bjelovar-Bilogora.

## Geografía
Se encuentra a una altitud de 204 m s. n. m. a 91 km de la capital nacional, Zagreb.

## Demografía
En el censo 2011 el total de población del municipio fue de 2984 habitantes, distribuidos en las siguientes localidades:
- Babotok - 112
- Botinac -  119
- Donji Mosti - 210
- Gornje Zdelice - 129
- Gornji Mosti - 78
- Jabučeta - 62
- Kapela -  428
- Kobasičari - 189
- Lalići - 23
- Lipovo Brdo - 115
- Nova Diklenica - 114
- Novi Skucani - 196
- Pavlin Kloštar - 152
- Poljančani - 79
- Prnjavor - 22
- Reškovci - 34
- Sredice Gornje - 159
- Srednja Diklenica - 28
- Srednji Mosti -  98
- Stanići - 123
- Stara Diklenica - 56
- Starčevljani - 151
- Stari Skucani - 129
- Šiptari -  75
- Tvrda Reka -  29
- Visovi - 45

| Gráfica de población de Kapela 1857-2011                            |
|                                                                     |
| Según los censos de población de la oficina estadística de Croacia. |